# Пневмоторакс
Пневмоторакс (на гръцки: πνευμα – въздух; на гръцки: θώραξ – гръд) e медицинско състояние, при което се наблюдава наличие на въздух (или друг газ) в междуплевралното пространство. Може да представлява опасност за живота.
Най-често пневмоторакс може да се срещне:
- при хора с хронични белодробни заболявания;
- при прободна или разкъсна рана в областта на гръдния кош;
- след увреждане, предизвикано от експлозия;
- като усложнение на някои видове медицинско лечение.

В миналото пневмотораксът е бил използван за лечение на белодробни заболявания, свързани с разрушаване на белодробната тъкан и образуване на каверни, например туберкулоза.

## Симптоми
Симптомите на пневмоторакса зависят от количеството на газа в междуплевралното пространство и от скоростта на навлизането му. В повечето случаи те включват гръдна болка и затруднено дишане, но в тежки случаи може да се стигне до припадък или дори до спиране на сърцето.

## Диагноза
Диагнозата се поставя чрез рентгенова снимка на гръдния кош (в тежки случаи е възможно да бъде поставена чрез обикновен преглед).

## Лечение
Малките пневмоторакси обикновено не изискват лечение (плеврите абсорбират проникналия газ). При по-големи може да е необходимо аспириране на газа чрез спринцовка, поставяне на клапанна тръбичка или в краен случай хирургическа намеса.